# Osenbaum
Osenbaum (früher auch Ossenbaum oder Ochsenbaum genannt) ist ein Gemeindeteil der Stadt Stadtsteinach im Landkreis Kulmbach (Oberfranken, Bayern). Osenbaum liegt in der Gemarkung Schwand.

## Geografie
Die Einöde liegt am Rande eines Hochplateaus, das westlich durch die Fränkische Linie begrenzt wird. Ein Wirtschaftsweg führt 250 Meter östlich nach Vorderreuth.

## Geschichte
Gegen Ende des 18. Jahrhunderts bestand Osenbaum aus zwei Anwesen. Das Hochgericht übte das bambergische Centamt Stadtsteinach aus. Das Spital Kronach war Grundherr der beiden Gütlein.
Mit dem Gemeindeedikt wurde Osenbaum dem 1808 gebildeten Steuerdistrikt Schwand und der im gleichen Jahr gebildeten Ruralgemeinde Schwand zugewiesen. Am 1. Januar 1974 wurde Osenbaum im Rahmen der Gebietsreform in die Gemeinde Stadtsteinach eingegliedert.

## Einwohnerentwicklung
| Jahr      | 001809 | 001818 | 001861 | 001871 | 001885 | 001900 | 001925 | 001950 | 001961 | 001970 | 001987 |
| Einwohner | 3      |        | 5      | 4      | 5      | 7      | 6      | 6      | 2      | 3      | 1      |
| Häuser    |        | 1      |        |        | 1      | 1      | 1      | 1      | 1      |        | 1      |
| Quelle    | [ 2 ]  | [ 7 ]  | [ 10 ] | [ 11 ] | [ 12 ] | [ 13 ] | [ 14 ] | [ 15 ] | [ 16 ] | [ 17 ] | [ 1 ]  |

## Religion
Osenbaum ist katholisch geprägt und nach St. Michael (Stadtsteinach) gepfarrt.